# Clara Burel
Clara Burel (pronúncia francesa: [klaʁa byʁɛl]; nascida em 24 de março de 2001) é uma tenista profissional francesa. 
Em 5 de fevereiro de 2024, ela alcançou a posição 44 no ranking de simples da WTA.

## Carreira júnior
Em 2018, Burel alcançou a final de simples juniores em três grandes eventos, o Australian Open, o US Open e os Jogos Olímpicos de Verão da Juventude (YOG - Youth Olympic Games). Em parceria com o compatriota Hugo Gaston, ela também conquistou a medalha de bronze em duplas mistas no YOG.
Em outubro, Burel se classificou para o ITF Junior Masters, onde conquistou seu primeiro título Major. Ela se tornou a número 1 do mundo júnior na semana seguinte, em 29 de outubro de 2018.
Desempenho do Grand Slam - Simples:
- Australian Open: F (2018)
- Aberto da França: 3R (2018)
- Wimbledon: 3R (2018)
- US Open: F (2018)

Desempenho do Grand Slam - Duplas:
- Australian Open: 2R (2018)
- Aberto da França: 2R (2017, 2018)
- Wimbledon: QF (2018)
- US Open: 2R (2018)

## Carreira profissional

### 2018: Primeira final
Após sua final em Melbourne, Burel foi escolhida como suplente na equipe francesa da Fed Cup para a primeira rodada contra a Bélgica.
Em setembro, ela alcançou sua primeira final no "Pro Circuit" em Clermont-Ferrand, perdendo para Lesley Kerkhove [en].

### 2019: Estreia no Grand Slam
Burel foi participante via "wild card" no Australian Open, onde perdeu na primeira rodada para Carla Suárez Navarro.

### 2020: Estreia no Aberto da França e terceira rodada
Burel recebeu "wild cards" para dois torneios "caseiros" da WTA e do Grand Slam. Em março, em Lyon, ela perdeu na primeira rodada para Jil Teichmann. Em setembro, em Estrasburgo, ela venceu Kateryna Bondarenko antes de cair na segunda rodada para Zhang Shuai.
No Aberto da França na semana seguinte, ela venceu Arantxa Rus na primeira rodada e  Kaja Juvan na segunda, para chegar à terceira rodada de um Grand Slam pela primeira vez em sua carreira, tornando-se a segunda francesa mais jovem (aos 19 anos) a fazer isso, desde Alizé Cornet que fez o mesmo em 2008 aos 18 anos.

### 2021: Primeira final do WTA, estreia no top 100 e no WTA 1000
Ela passou pelas qualificatórias para o Australian Open onde perdeu na primeira rodada da chave principal para Alison Van Uytvanck e para Wimbledon, onde venceu Ellen Perez na primeira rodada da chave principal mas perdeu na segunda para  Kaja Juvan.
Burel alcançou sua primeira final do WTA Tour no Ladies Open Lausanne, perdendo para Tamara Zidanšek em jogo de três sets. Como resultado, ela fez sua estreia no Top 100, como número 98 do mundo, em 19 de julho de 2021.
Ela fez sua estreia em um WTA 1000 no National Bank Open vinda da qualificatória, mas perdeu para Ons Jabeur na primeira rodada em sets diretos.

### 2022: Top 75, primeira vitória no WTA 1000, terceira rodada do US Open
Em 21 de fevereiro, Burel alcançou a posição 74 no ranking de simples.
Ela registrou sua primeira vitória em um WTA 1000 no Miami Open contra a vinda da qualificatória Magdalena Fręch.
Burel passou pela qualificatória do US Open, e chegou à terceira rodada derrotando a campeã de Wimbledon e 25ª cabeça-de-chave, Elena Rybakina, e Alison Van Uytvanck em jogo de três sets, antes de perder para a sexta "cabeça de chave" Aryna Sabalenka. Como resultado, sua classificação subiu quase 30 postos, voltando para a 102ª posição.

### 2023: Australian Open consecutivo, primeira vitória e segunda terceira rodada do US Open
Burel passou pela qualificatória do Australian Open e derrotou a "wild card" Talia Gibson [en] na primeira rodada em sets diretos, mas na rodada seguinte, perdeu para Barbora Krejcikova também em sets diretos.
Burel também se classificou para a chave principal do WTA 1000 Madrid Open onde perdeu para Camila Osorio em sets diretos.
Outros destaques da temporada foram: a semifinal do Internationaux de Strasbourg que perdeu para Elina Svitolina em jogo de três sets; o título em Montpellier onde venceu Astra Sharma na final em sets diretos; as quartas de final do Palermo Ladies Open onde perdeu para Sara Sorribes Tormo; a final do Ladies Open Lausanne que perdeu para Elisabetta Cocciaretto em jogo de três sets e a semifinal do Jasmin Open Monastir a qual perdeu para Elise Mertens em sets diretos.
Em dezembro, Burel foi campeã do Open Angers Arena Loire, em uma final francesa onde venceu Chloé Paquet em jogo de três sets.

### 2024
Burel teve um início de temporada discreto. No Brisbane International, venceu Zeynep Sonmez [en] na primeira rodada, Anhelina Kalinina na segunda e perdeu para Victoria Azarenka na terceira, todos os jogos em sets diretos. Em seguida, no Hobart International, perdeu para Emma Navarro na primeira rodada em jogo de três sets. Depois disso, partiu para o Australian Open onde teve um desempenho interessante. Venceu Aleksandra Krunic na primeira rodada em set diretos, surprendeu a cabeça de chave No 5 Jessica Pegula na segunda rodada vencendo-a em  convincentes sets diretos, mas perdeu na terceira para a compatriota Oceane Dodin também em sets diretos.
Prosseguindo sua campanha em quadras duras, agora na Europa, Burel participou do Upper Austria Ladies Linz, onde venceu a "wild card" local Sinja Kraus [en] na primeira rodada em sets diretos, Kateřina Siniaková na segunda em jogo muito equilibrado de três sets e perdeu para a "cabeça de chave" N° 3, Donna Vekić na terceira, em sets diretos. Já no Oriente Médio, em Dubai, ela passou pela qualificatória, mas perdeu na primeira rodada para Sloane Stephens em jogo de três sets. No giro americano, perdeu na segunda rodada em Indian Wells para  Coco Gauff em jogo de três sets, e em Miami perdeu na primeira rodada para Caroline Wozniacki em sets diretos.
Burel deu início à temporada em quadras de saibro na Billie Jean King Cup, perdendo sua partida para Katie Boulter em sets diretos. Em seguida, participou do Open de Rouen, no qual chegou até às oitavas de final perdendo para Elena-Gabriela Ruse em jogo de três sets. Já no Aberto de Madri perdeu na primeira rodada para Olga Danilović em jogo de três sets. No Aberto de Roma, perdeu na primeira rodada para Naomi Osaka em sets diretos. Em seguida, no Internationaux de Strasbourg, passou pela "wild card", Karolina Pliskova na primeira rodada em jogo de três sets, venceu a cabeça de chave N° 7, Elina Svitolina na segunda, em mais um jogo de três sets, mas perdeu para a cabeça de chave N° 3, Danielle Collins na terceira, em sets diretos. Já no Aberto da França, perdeu na primeira rodada para a cabeça de chave N° 23,  Anna Kalinskaya, em sets diretos.